# 阳顶天
阳顶天是金庸小说《倚天屠龙记》中的人物，在第一版中叫做杨破天。擔任明教第三十三代教主時，其武功除武當派開山祖師张三丰外，無人能及，連武功超群的少林寺渡字輩神僧渡厄都為他所傷，瞎了一目，三兄弟因此憤而坐枯禪三十年以思報仇。全書中實力僅次於張三丰和郭襄，成昆自評武功修為遠不及他，為金庸小說中武功絕頂的高手之一。
修煉明教鎮教心法乾坤大挪移至第四层的期間意外撞見妻子和混元霹雳手成昆私通，鬱忿難當之際，因而走火入魔身亡，继而導致明教四分五裂，直至張無忌继任教主後才再次掘起。

## 武功
大九天手
陽頂天的絕技，威力巨大，曾以此招將「銀葉先生」韓千葉的父親擊得一跪不起，最終傷重去世。
乾坤大挪移
波斯明教总教的镇教之宝，此心法共分七层境界，是运劲用力的一项极巧妙法门，可以激发常人体内潜藏的力量，任何一掌一式由乾坤大挪移使出来都威力奇大，于张无忌而言主攻。学成者任何武学一学即通；要旨是武学中的“借力打力”、“四两拨千斤”，但其中变化神奇，却是匪夷所思；能制造对手破绽，寻瑕抵隙，对方百计防护，尚且不稳；能积蓄劲力，将对手的力量渐渐积蓄，突然间反震出去，便如一座大湖在山洪爆发时储满了洪水，猛地里湖堤崩决，洪水急冲而出，将对手送来的力量尽数倒回；掌力游走不定，虚虚实实，能将对手的力量同时粘住了；能牵引挪移敌劲；颠倒一刚一柔、一阴一阳的乾坤二气，能转换于不知不觉之间，外形上便半点也看不出来了等。

## 家族
| 前任： 第三十二代教主 衣教主 | 明教 中土分教 第三十三代教主 | 繼任： 第三十四代教主 張無忌 |